# Cohors Trumplinorum
Die Cohors Trumplinorum (deutsch Kohorte der Trumpiliner) war eine römische Auxiliareinheit. Sie ist durch eine Inschrift belegt.

## Namensbestandteile
- Trumplinorum: [der] Trumpiliner. Die Soldaten der Kohorte wurden bei Aufstellung der Einheit aus dem raetischen Volksstamm der Trumpiliner, der im Val Trompia lebte, rekrutiert.

Da es keine Hinweise auf die Namenszusätze milliaria (1000 Mann) und equitata (teilberitten) gibt, ist davon auszugehen, dass es sich um eine reine Infanterie-Kohorte, eine Cohors (quingenaria) peditata, handelt. Die Sollstärke der Einheit lag bei 480 Mann, bestehend aus 6 Centurien mit jeweils 80 Mann.

## Geschichte
Nach der Eroberung des Alpenraumes unter Augustus um 15 v. Chr. (siehe Augusteische Alpenfeldzüge und Tropaeum Alpium) wurden aus den Volksstämmen der Räter und Vindeliker Hilfstruppeneinheiten aufgestellt, die von einheimischen Anführern kommandiert wurden.

## Standorte
Standorte der Kohorte sind nicht bekannt.

## Angehörige der Kohorte
Ein Kommandeur der Kohorte, Staius, ein Präfekt und princeps Trumplinorum, ist durch die Inschrift (CIL 5, 4910) bekannt.